# 제4기병여단 (일본군)
기병 제4여단(騎兵第4旅団 기헤이 다이욘료단[*])은 일본 제국 육군의 기병부대로 2개의 기병연대를 둔 여단이었다.

## 역사
1909년 4월 1일, 아이치현 도요하시시에서 창설되었다.
1933년 4월 21일, 관동군으로 전속하여 1939년 기병 제2여단을 제외한 3개 기병여단이 기병집단으로 전속하였다.
1938년 10월 11일, 기병 제4여단은 중지나 방면군으로 전속하였다.
1939년 9월 5일, 북지나 방면군으로 전속하였다.
1942년 12월 1일, 기병집단이 제3전차사단으로 재조직화되면서, 기병 제1, 3여단은 해체되었을 때, 기병 제4여단만은 남아서 제12군으로 전속하였다. 
1945년 3월, 라오허커우 작전에 따라 서허난-북후베이 회전에 투입되었다. 이후, 8월 9일에 연합국의 대일 전쟁 요청을 받아들이고 투입된 소련 극동전선군의 만주 전략공세작전에 휩쓸렸다.

## 부대
- 기병 제25연대
- 기병 제26연대
- 기병 제72연대
- 기포병 제4연대
- 차량화보병대대
- 기관총중대
- 대전차중대
- 공병중대 (차량화)

## 기록

### 소속
- 기병집단, 1933년 4월 21일
- 중지나 방면군, 1938년 10월 11일
- 북지나 방면군, 1939년 9월 5일
- 제12군, 1942년 12월 1일

### 참전
- 중일 전쟁
  - 라오허커우 작전
- 소련-일본 전쟁
  - 만주 전략공세작전

## 같이 보기
- 기병 제1여단
- 기병 제2여단
- 기병 제3여단